# Necyla jucunda
Necyla jucunda är en insektsart som beskrevs av Navás 1914. Necyla jucunda ingår i släktet Necyla och familjen fångsländor. Inga underarter finns listade i Catalogue of Life.